# Франция на «Евровидении-2009»
Франция на «Евровидении-2009» была представлена легендарной певицей Патрисией Каас, хорошо известной в России. Французский телевещатель France Télévisions выбрал Каас в качестве представительницы Франции путём внутреннего отбора, тем же путём была выбрана конкурсная песня — «Et s'il fallait le faire» (с фр. — «И если надо было это сделать»), первый сингл с нового альбома Патрисии Каас «Kabaret».

## Предыстория
Франция стала одной из семи стран, выступавших на первом конкурсе песни Евровидение в 1956 году. Первую победу им принёс Андре Клаво в 1958 году с песней «Dors, mon amour». Всего же на счету Франции пять побед, однако последнюю победу Франция одержала в 1977 году и очень редко выходила в Топ-5 с 1980-х годов. В разное время разные вещатели показывали конкурс и выбирали представителя от страны: до 1964 года это делала телерадиокомпания Radiodiffusion-Télévision Française (она прекратила существование), с 1965 по 1974 годы — Office de Radiodiffusion Télévision Française (также прекратила существование), с 1975 по 1982 годы — телеканал TF1 (в 1982 году из-за нехватки средств и падения интереса к конкурсу Франция отказалась участвовать, о чём заявил руководитель телеканала Пьер Бутелье). В 1983 году телеканал Antenne 2 возобновил показ конкурса, и с этого момента организацией стала заниматься телерадиокомпания France Télévisions.

## Исполнительница
Патрисия Каас родилась 5 декабря 1966 года в городе Форбах (Лотарингия, Франция). Отец — француз, мать — немка. С детства увлекалась музыкой, слушала песни Клода Франсуа. Дебют на сцене состоялся в 8 лет: на карнавале в Форбахе Патрисия исполнила песню «Sale Bonhomme» и получила первый приз. С 9 до 12 лет выступала на парадах в Стиринг-Венделе со своей сестрой Кариной, позже пела в группе Black Flowers, исполнявшей популярные песни в стиле диско. С 13 лет выступала в кабаре-клубе Rumpelkammer в Саарбрюке, пела там на протяжении 7 лет трижды в неделю. Вскоре Патрисия бросила школу и занялась музыкальной карьерой.
В 1983 году архитектор Бернар Шварц познакомился с Патрисией Каас, а затем организовал для неё встречу с парижским режиссёром Жоэлем Картини из звукозаписывающей студии Phonogram Studio. Картини попытался записать пластинку с Патрисией, но руководство студии отказывало ему раз за разом. Вскоре он заснял выступление Патрисии в клубе на видеокассету и показал Жерару Депардье и его супруге Элизабет, которые согласились стать продюсерами первого сингла Патрисии Каас под названием «Jalouse» (авторы — Элизабет Депардье и композитор Франсуа Бернхейм), вышедшего в 1985 году во Франции и Германии. С помощью Франсуа Бернехейма и его друга Дидье Барбеливена вышла новая запись — кавер-версия французской песни «Mademoiselle chante le blue» 1977 года. В начале 1987 года Бернар Шварц и Патрисия заключили контракт со студией Polydor, которая в апреле этого же года выпускает новый сингл певицы.
С 1988 года Патрисия проживает в Париже: в ноябре вышел её первый альбом «Mademoiselle chante…», который обрёл статус сначала золотого, а потом платинового во Франции, Швейцарии и Бельгии (более 3 млн. копий альбома в мире). В апреле 1989 года Патрисия дала концерты в Европе и СССР, а 10 апреля 1990 года вышел второй альбом «Scene de vie» на лейбле CBC (продюсером был Сирил Приер). В декабре 1990 года телеканалы RTL и France 3 присудили Патрисии приз «Голос года». К январю 1991 года Патрисия дала 8 концертов в СССР, 6 в Германии, 11 в Канаде и 5 в Японии, получив премию лучшей французской певицы года World Music Awards в Монако. 6 апреля 1993 года вместе с менеджером Робином Милларом, известным по работе с Sade и Fine Young Cannibals Патрисия выпустила третий альбом «Je te dis vous», записанный в Лондоне (в англоязычных странах он вышел под названием «Tour de charme»). В конце сентября 1993 года Патрисия Каас начала второе мировое турне, выступив со 150 концертами в 19 странах. В марте 1994 года альбом стал бриллиантовым, а Патрисия стала первой французской певицей, первые три альбома которой были проданы тиражом более 1 миллиона.
С июня 1996 года по март 1997 года Патрисия записала четвёртый альбом при помощи Фила Рамона, а в январе 1998 года в Орлеане началось третье мировое турне «Rendez-vous»: 120 концертов в 23 странах и концертный альбом «Rendez-vous», вышедший на VHS и DVD. Пятый альбом «Le mot de passe» (работа с Паскалем Обиспо) вышел 18 мая 1999 года в 40 странах, который занимал 2-е место в продажах в течение месяца. В октябре 1999 года начался четвёртый мировой тур «Ce sera nous», оформленный в восточной атмосфере. По итогам 120 концертов в мире 29 августа 2000 года вышел концертный альбом «Ce sera nous / Les chansons commencent» в виде двойного CD, а также VHS и DVD. 18 декабря 2000 года Патрисия Каас прошла кастинг на фильм «А теперь... дамы и господа» режиссёра Клода Лелюша и получила главную роль джазовой певицы Джейн. 29 октября 2001 года вышел первый сборник Патрисии Каас «Best Of».
16 апреля 2002 года выходит шестой альбом «Piano Bar by Patricia Kaas» — кавер-версии известных французских песен XX века. 26 мая фильм «А теперь... дамы и господа» был представлен на Каннском кинофестивале во внеконкурсной программе и вышел 29 мая на экраны Франции. В сентябре 2002 года Патрисия начала новое мировое турне «Piano Bar», а осенью 2003 года приступила к записи седьмого альбома «Sexe fort». В июне 2004 года началось мировое турне с одноимённым названием: до октября 2005 года Патрисия Каас дала 165 концертов в 25 странах при суммарной аудитории в 500 тысяч зрителей, в том числе более 20 концертов прошло в России и странах СНГ. Концертный альбом «Toute la musique…» состоялся 31 января 2005 года, а 29 августа прошёл большой 4-часовой концерт в парижской Олимпии к 20-летию гастрольной деятельности Патрисии Каас.
В начале 2008 года Патрисия Каас записала песню «Не позвонишь» с российской группой Uma2rmaH и одноимённый видеоклип, а в марте стала лицом российского филиала компании «L'Etoile». В ноябре 2008 года был выпущен альбом «Kabaret», для которого были записаны 25 композиций. После релиза Патрисия Каас совершила большой тур по России, выступив на церемонии вручения музыкальной премии «Золотой Граммофон».

## Национальный отбор
Руководитель делегации Франции Бруно Бербере заявил, что в 2009 году Франция готовит сюрприз для любителей конкурса. Прошлогодний конкурсант, композитор и мультиинструменталист Себастьен Телье с песней «Divine», исполненной на английском и французском языках, вернул интерес к конкурсу среди звёзд французской эстрады и заодно стал рекламным лицом компании Renault Mégane. Более того, с 2007 года, когда выступала рок-группа Les Fatals Picards, участие в конкурсе стало доступным для представителей всех музыкальных жанров и позволило международным компаниям предлагать своих кандидатов. Бербере сказал, что крупная компания могла бы взять на себя все расходы на участие и продвижение видеоклипа на конкурсную песню.
30 января 2009 года телекомпания France Télévisions объявила Патрисию Каас официальной участницей от Франции в конкурсе «Евровидение» в Москве. Одними из первых, кто сделал подобное предположение, были журналисты бельгийской газеты La Meuse., однако до официального объявления пресс-служба Каас отрицала подобные утверждения. Вскоре менеджер певицы подтвердил, что телевещатели ведут с Каас переговоры об участии. 8 февраля 2009 года Патрисия Каас в ток-шоу Vivement Dimanche на France 2 официально подтвердила факт своего участия, а 1 февраля представила свою песню — «Et s'il fallait le faire», первый сингл с её будущего альбома «Kabaret». Песня была переведена на многие европейские языки (в том числе на русский) командой Патрисии Каас.

## Подготовка к конкурсу
Каас совершила гастроли по Европе в рамках подготовки к конкурсу: 7 марта 2009 года она выступила на Первом канале в финале национального отбора России с песней, а также выступила в дуэте с одним из участников французского шоу Star Academy. 23 апреля она выступила на рижской Арене, где проходил концерт представителя Латвии Интарса Бусулиса: сам Интарс преподнёс цветы Патрисии в самом конце выступления певицы.

## Прогнозы выступления
По состоянию на 7 апреля 2009 года в рейтинге 15 фаворитов конкурса, составленном букмекерской конторой Paddy Power, не упоминалась Патрисия Каас. В канун самого конкурса ни Paddy Power, ни William Hill, ни Bet365 не включили её в число лидеров конкурса. В то же время абсолютно иного мнения придерживались фанатские сайты: в опросе ESCNation poll Nachty Патрисия заняла 1-е место, сайты SechUK и OGAE Germany поставили её на 2-е место.
Каждую конкурсную песню оценивал русскоязычный проект «Евровидение-Казахстан», освещавший конкурс и выставлявший песням оценки по 10-балльной шкале, отдельно оценивая инструментальную композицию, текст и вокальные данные каждого исполнителя. Автор сайта Андрей Михеев сказал, что песня Патрисии Каас обладает «каким-то магическим притяжением», но признал, что в живом исполнении у песни не было некоей «искры», которая была в студийном. В плане перспектив он предполагал, что Каас может как минимум обойти британку Джейд Юэн:

- Музыка: Песня, обладающая каким-то магическим притяжением, вводящая в транс, причем именно за счёт качеств самой песни, а не исполнителя. Здесь очень важно поставить точку на пике напряжения, а не распыляться дальше. 10/10
- Текст: Отличнейший текст, жаль, что на конкурсе останется практически непонятым. 9/10
- Вокал: Неожиданно, но пока именно исполнение в песне — самый слабый момент. Во всех живых видео отсутствует та искра, что есть в студийной версии. 7/10
- Итого: Бьет Великобританию. Думаю, это одно уже будет успехом. Увы, но viewer friendly эту песню пока не назвать.

Фан-клубы любителей Евровидения, входившие в международную организацию OGAE, оценивали всех исполнителей по 12-балльной шкале, используемой на Евровидении для выставления оценок исполнителям. По итогам этого фанатского голосования Патрисия Каас заняла 2-е место в рейтинге с большим отставанием от норвежца Александра Рыбака: две высшие оценки в размере 12 баллов Патрисия получила от фан-клубов из Греции и Израиля, 10 баллов ей выставили фан-клубы из Словении, Литвы, Португалии, Германии, Австрии и Италии, по 8 баллов она получила от фан-клубов Турции, Азербайджана, Нидерландов и Испании (от российского клуба Патрисия получила 6 баллов). Председатель российского фан-клуба OGAE Антон Кулаков отметил, что изменённый специально для конкурса вариант песни оказался намного лучше «альбомного», и назвал эту песню одним из фаворитов конкурса:

- Музыка: Измененный вариант в разы сильнее альбомного. Круто потрудились. 10/10
- Текст: Система копипасты была удалена — теперь слова не заменены. Здорово. 9/10
- Вокал: В новом варианте, конечно, без вопросов. 9/10
- Итого: В трехминутной версии намного интереснее звучит. Вот теперь правда вероятный победитель. 9/10

## Выступление
Изначально Патрисия Каас отказывалась выступать, поскольку финал выпадал на 16 мая — годовщину кончины Ирмгард Каас, матери Патрисии, а в этот день Патрисия никогда не давала концертов. Однако после уговоров France 2 Патрисия согласилась сделать исключение и выступить. Она отказалась от услуг танцоров и бэк-вокалистов, заявив, что будет исполнять песню для зрителей и для себя. Французские телезрители получили право голосовать во втором полуфинале 14 мая.
В день финала по состоянию на 20:00 центральноевропейского времени Патрисия Каас занимала 12-е место среди фаворитов шведских букмекерских контор: на её победу предлагался коэффициент 26.0.
В финале Патрисия выступала под 3-м порядковым номером и заняла 8-е место, набрав 107 баллов — лучший результат с 2002 года, когда Сандрин Франсуа заняла 5-е место. Высших оценок в виде 12 баллов Франция не получила, получив всего одну высшую оценку в виде 10 баллов, но эти баллы пришли именно от России. Комментировали финал на французском телеканале France 3 телеведущий Сирил Хануна и продюсер Жюльен Курбе. На France 4 был показан второй полуфинал, который комментировали Пегги Ольми и Ян Реноар (глашатай Франции).

## Голосование

### В полуфинале
| Голоса телезрителей Франции в полуфинале | Голоса телезрителей Франции в полуфинале |
| ---------------------------------------- | ---------------------------------------- |
| Оценка                                   | Страна                                   |
| 12                                       | Норвегия                                 |
| 10                                       | Азербайджан                              |
| 8                                        | Эстония                                  |
| 7                                        | Молдавия                                 |
| 6                                        | Греция                                   |
| 5                                        | Албания                                  |
| 4                                        | Польша                                   |
| 3                                        | Норвегия                                 |
| 2                                        | Литва                                    |
| 1                                        | Ирландия                                 |

### В финале
| Голоса за исполнителей Франции в финале | Голоса за исполнителей Франции в финале                            |
| --------------------------------------- | ------------------------------------------------------------------ |
| Оценка                                  | Страна                                                             |
| 12                                      |                                                                    |
| 10                                      | Россия                                                             |
| 8                                       |                                                                    |
| 7                                       | Словения, Швейцария, Белоруссия                                    |
| 6                                       | Литва, Греция, Армения, Исландия, Нидерланды, Босния и Герцеговина |
| 5                                       | Латвия, Израиль                                                    |
| 4                                       | Финляндия                                                          |
| 3                                       | Сербия, Андорра, Испания, Украина, Германия, Ирландия              |
| 2                                       | Дания, Албания                                                     |
| 1                                       | Бельгия, Норвегия, Черногория, Великобритания                      |

| Голоса телезрителей Франции в финале | Голоса телезрителей Франции в финале |
| ------------------------------------ | ------------------------------------ |
| Оценка                               | Страна                               |
| 12                                   | Турция                               |
| 10                                   | Израиль                              |
| 8                                    | Норвегия                             |
| 7                                    | Португалия                           |
| 6                                    | Армения                              |
| 5                                    | Дания                                |
| 4                                    | Великобритания                       |
| 3                                    | Германия                             |
| 2                                    | Швеция                               |
| 1                                    | Азербайджан                          |